# Stazione di Parma
La stazione di Parma è la principale stazione ferroviaria della città di Parma.
Si trova sulla linea Milano-Bologna ed è capolinea delle linee provenienti da La Spezia (Pontremolese), da Brescia e da Suzzara.

## Storia
La stazione, che ebbe tra i progettisti l'ingegner Jean Louis Protche, venne inaugurata il 21 luglio 1859 assieme alla ferrovia Piacenza-Bologna.
Il 2 giugno 1884, con l'attivazione della prima tratta (fino a Colorno) della linea per Brescia e Iseo, divenne stazione di diramazione.
Dal 2007 al 2014 l'area fu oggetto di una grande ristrutturazione, il cui progetto fu firmato da Oriol Bohigas: la cerimonia di inaugurazione della stazione profondamente modificata si svolse il 6 maggio 2014.

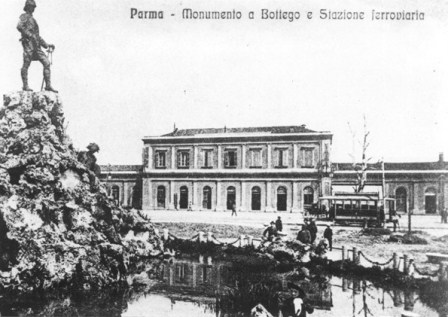
La stazione nel primo dopoguerra
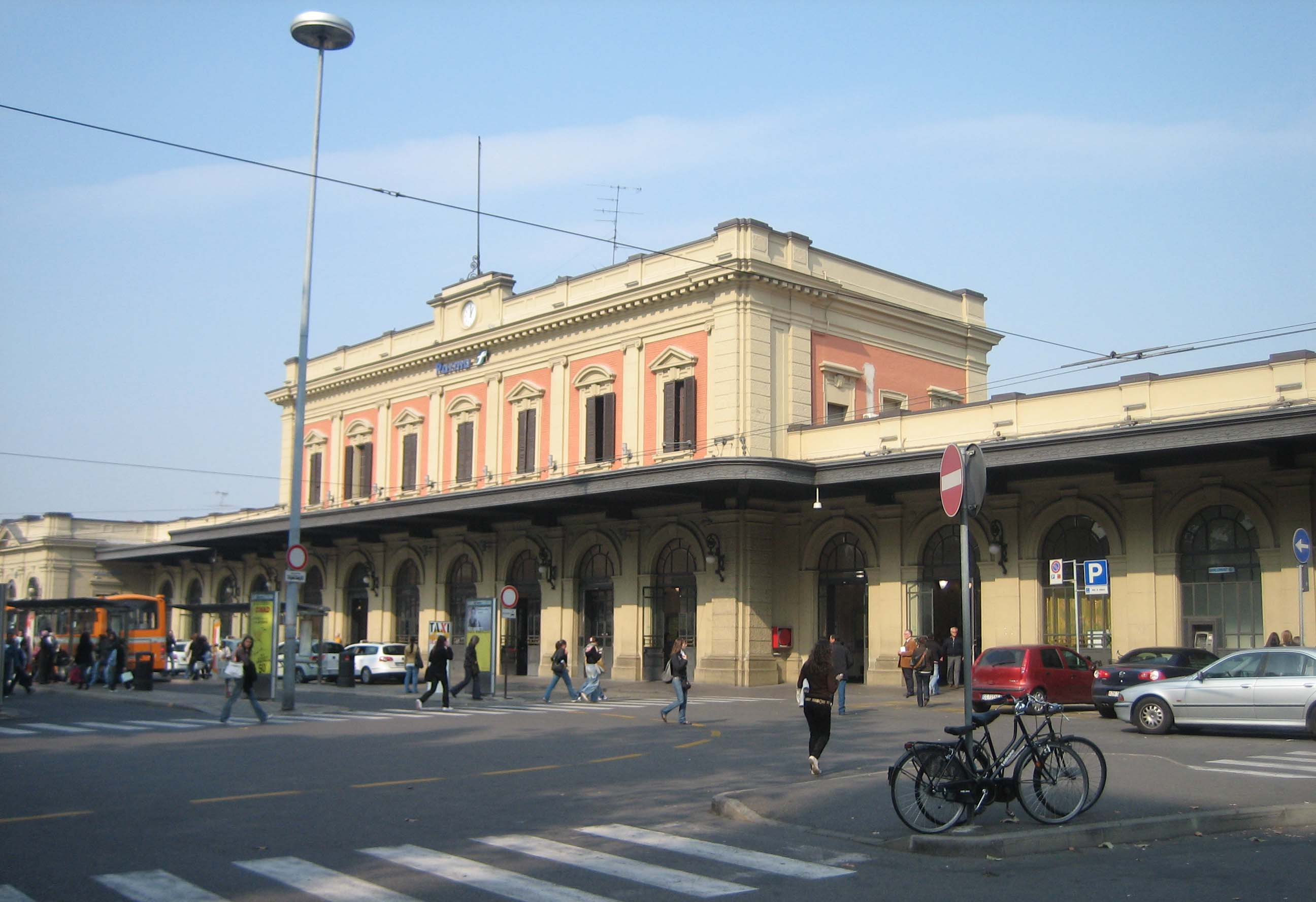
La stazione nel 2007 prima dei lavori di ricostruzione condotti gli anni successivi
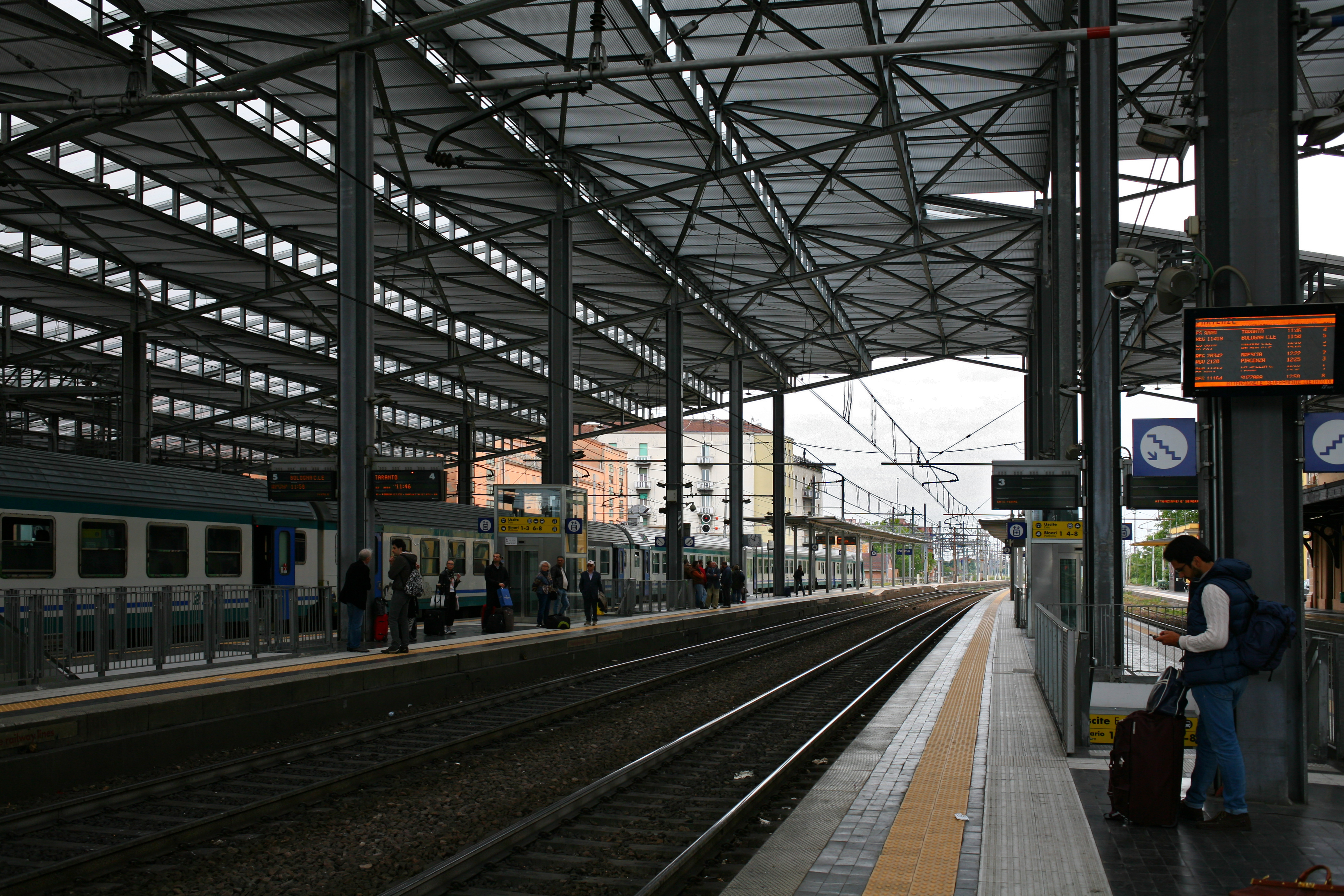
I binari nel 2016 (dopo i lavori di ricostruzione condotti negli anni precedenti, dal 2009 al 2014)

## Strutture e impianti
Il fabbricato viaggiatori è composto da un corpo centrale più ampio e da due corpi laterali di minori dimensioni uniti tramite corridoi: all'interno si trovano la biglietteria, la sala d'attesa ed esercizi pubblici, oltre alla sede Polfer e la dirigenza del movimento. Il piano superiore è utilizzato da Trenitalia.
All'interno si contano 8 binari di cui uno tronco (il binario 8 lato Bologna): il binario 1 è quello di corsa per La Spezia, i binari 3 e 4 sono quelli di corsa della linea Milano-Bologna.

## Movimento
La stazione è servita da treni regionali svolti da Trenitalia Tper nell'ambito del contratto di servizio stipulato con la regione Emilia-Romagna, nonché da Trenord (collegamenti da e per Brescia e Milano) e Trenitalia (collegamenti da e per La Spezia).
La stazione possiede anche diversi collegamenti diretti verso la Lombardia, facenti capo principalmente a Milano. Diverse coppie di treni al giorno assicurano un collegamento diretto con Genova e la Liguria.
Da Parma via Fidenza si dirama la breve linea per Salsomaggiore Terme, su cui si effettua un esercizio a spola (via Fidenza a cadenza bioraria) a tre/ quattro corse (il tempo di percorrenza è di 15 minuti circa).
La linea per Brescia e quella per Suzzara sono servite da treni con frequenza oraria alternati (biorariamente) con poche corse effettuate tramite autobus sostitutivi, in coincidenza con i treni da e per Bologna.
La linea per Fornovo, bretella di collegamento con la ferrovia Pontremolese, è servita da molte coppie di treni con prolungamenti in Liguria e in Toscana che passano sia in Pontremolese che sulla Genova-Piacenza e Piacenza-Bologna.
A Parma fermano anche i treni Intercity diurni effettuati da Trenitalia che collegano Milano con alcuni centri della costa adriatica e del Mar Tirreno (tra Roma, Napoli, Salerno e Reggio Calabria), in certi periodi dell’anno anche con il Mar Ionio verso Taranto e Crotone. Inoltre, fermano anche cinque coppie di Intercity Notte da Palermo/Siracusa a Milano (che, a giugno 2023, risulta sospesa), da Milano a Lecce e viceversa, da Torino a Salerno e viceversa, da Torino a Reggio Calabria e viceversa (che ad agosto 2023, risulta sospesa). Vi fermano anche diversi treni Frecciarossa da e per Milano Centrale che collegano la costa adriatica e una coppia che collega Roma Termini. Ferma anche una coppia di treni Eurostar che collegano Bologna con Zurigo (e viceversa).
Limitatamente al trasporto ferroviario regionale, a novembre 2019 la stazione risultava frequentata da un traffico giornaliero medio di circa 16 893 persone (8 725 saliti + 8 168 discesi).

## Servizi
La stazione è classificata da RFI nella categoria gold.
La stazione dispone di:
- Bar
- Biglietteria a sportello
- Biglietteria automatica
- Negozi
- Posto di Polizia ferroviaria
- Sala d'attesa
- Servizi igienici

## Interscambi
La stazione dispone dei seguenti interscambi:
- Capolinea autobus
- Stazione taxi

Fra il 1893 e il 1941 nell'area adiacente alla stazione era presente la stazione tranviaria capolinea delle numerose relazioni che si irradiavano verso la provincia costituite dalle linee Parma-Soragna-Busseto con diramazioni Soragna-Borgo San Donnino e Fornace Bizzi-Medesano, Parma San Secondo-Busseto, Parma-Traversetolo, Parma-Langhirano, Parma-Marzolara e Parma-Fornovo, le cui corse erano strutturate in coincidenza rispetto a quelle ferroviarie.
La stazione stessa era servita dalla rete tranviaria urbana.